# Mistrzostwa Świata w Tenisie Stołowym 1981
36. Mistrzostwa świata w tenisie stołowym odbyły się w dniach 14–26 kwietnia 1981 roku w Nowym Sadzie. Zawody zostały zdominowane przez reprezentantów Chin, którzy zwyciężyli we wszystkich konkurencjach.

## Końcowa klasyfikacja medalowa
| Miejsce | Państwo          | Złoto | Srebro | Brąz | Razem |
| ------- | ---------------- | ----- | ------ | ---- | ----- |
| 1       | Chiny            | 7     | 5      | 3    | 15    |
| 2       | Korea Południowa | 0     | 1      | 2    | 3     |
| 3       | Węgry            | 0     | 1      | 0    | 1     |
| 4       | Jugosławia       | 0     | 0      | 3    | 3     |
| 5       | Szwecja          | 0     | 0      | 1    | 1     |
| 5       | Korea Północna   | 0     | 0      | 1    | 1     |
| 5       | Japonia          | 0     | 0      | 1    | 1     |
| 5       | Francja          | 0     | 0      | 1    | 1     |

## Medaliści
| Konkurencja:               | Złoto:                  | Srebro:               | Brąz:                                                              |
| gra pojedyncza kobiet      | Tong Ling               | Cao Yanhua            | Zhang Deying Lee Soo-ja                                            |
| gra pojedyncza mężczyzn    | Guo Yuehua              | Cai Zhenhua           | Dragutin Šurbek Stellan Bengtsson                                  |
| gra podwójna kobiet        | Cao Yanhua Zhang Deying | Pu Qijuan Tong Ling   | An Hae-sook Hwan Nam-sook Huang Yunqun Jan Guli                    |
| gra podwójna mężczyzn      | Cao Yanhua Li Zhenshi   | Guo Yuehua Xie Saike  | Antun Stipančić Dragutin Šurbek Patrick Birocheau Jacques Secrétin |
| gra mieszana               | Xie Saike Huang Junqun  | Chen Xinhua Tong Ling | Huang Liang Pu Qijuan Dragutin Šurbek Branka Batinic               |
| konkurs drużynowy mężczyzn | Chiny                   | Węgry                 | Japonia                                                            |
| konkurs drużynowy kobiet   | Chiny                   | Korea Południowa      | Korea Północna                                                     |